# Моршинська
«Мо́ршинська» — природна мінеральна вода із низьким рівнем мінералізації. Самовиливається із джерел, відкритих у 1879 році Боніфацієм Штіллером поблизу курортного міста Моршин. Розливається на Моршинському заводі мінеральних вод «Оскар», що входить до компанії IDS Ukraine.

## Історія джерел
Вказівки на особливі властивості вод у Моршині відомі з XV століття. У 1538 році власники Моршина, шляхтичі Бранецькі, зацікавилися селянським промислом видобування солі із вод та отримали дозвіл на відкриття соляних шахт. Для видобутку ропи було викопано п'ять шахтних криниць, однак сіль виявилася занадто гіркою для вживання у харчуванні.
З набуттям бальнеологічними курортами популярності у Європі у XIX століття, на мінеральні води та ропу Моршина звернув увагу купець Боніфацій Штіллер. У 1877 році у Моршині з'явився водолікувальний заклад. Після виявлення нового джерела з питною водою, обладнання двох шахтних криниць з лікувальною водою та розчищення трьох джерел у Банному лісі, Моршин став повноцінним бальнеологічним курортом.
Під час світових воєн використання мінеральних вод у Моршині зменшилось, однак на початку 1950-х років діяло вже 9 санаторіїв.
До проведення геологічних досліджень експлуатаційних запасів родовища води використовувалися лише для потреб курортів, однак було виявлено, що вони достатні і для розливу. 3 2002 року підприємством Моршинський завод мінеральних вод «Оскар» освоєно розлив вод в ПЕТ-пляшки для реалізації у мережах роздрібної торгівлі.
Моршинська долина є заповідною територією.

## Характеристики води
За європейською класифікацією «Моршинська» — природна мінеральна вода. Це означає, що в процесі розливу води не відбувається жодних змін мінерального складу й фізичної структури води.
У 2000 році постановою Кабінету Міністрів України Моршинське родовище мінеральних вод віднесено до категорії унікальних.
«Моршинська» — це столова вода, із низьким рівнем мінералізації (0,1—0,3 г/л).
| Аніони                                   | Аніони | Катіони | Катіони |
| HCO3-                                    | 30—200 | (Na+K)+ | <70     |
| SO42-                                    | <100   | Ca2+    | 5—80    |
| Cl-                                      | <60    | Mg2+    | <50     |
| Загальна мінералізація, (г/дм³): 0,1—0,4 |        |         |         |

Відповідно з апробацією, яку 2004 році провів Інститут педіатрії, акушерства і гінекології АМН України, «Моршинська» негазована має склад, що дозволяє давати її немовлятам без будь-якої додаткової обробки[джерело?].

## Виробництво
Моршинська вода самовиливається із моршинського родовища. Проходячи механічні піщані фільтри потрапляє у каптажі (спеціальні водозбірні споруди, що захищають джерела від зовнішніх впливів) і по трубопроводу самоплином тече до заводу, де вона проходить механічне очищення, насичення вуглекислим газом та розливається у пляшки без зміни природного складу.
До цих підземних водозаборів під'єднано трубопровід, що веде до заводу, розташованого неподалік. Внаслідок різниці у висотах вода тече трубами самоплином, без використання помп. Завдяки самовиливу зберігається водний баланс родовища: використовується лише та вода, що сама витекла з надр землі. Це забезпечує сталий мінеральний склад та постійну якість[джерело?].

## Бренд
Бренд «Моршинська» належить компанії IDS Ukraine. Станом на березень 2025 року, активи бренду «Моршинська» знаходилися під управлінням АРМА.
«Моршинська» посідає перше місце за продажами серед негазованих мінеральних вод в Україні[джерело?].
Під торговельною маркою «Моршинська» випускається негазована, слабогазована та сильногазована вода у пляшках місткістю 0,33, 0,5, 0,75, 1, 1,5, 3 та 6 л.
«Моршинська» була спонсором футбольного турніру Seni Cup у 2012 і 2013 роках.
«Моршинська» також має суббренди «Моршинська плюс Pine Water», «Моршинська плюс AntiOxi», «Моршинська лимонадна» та «Моршинка».
У квітні 2025 року моршинський завод мінеральних вод «Оскар», що належить «IDS Ukraine», пройшов міжнародний ресертифікаційний аудит FSSC 22000 (версія 6.0) без єдиного зауваження чи рекомендацій. Сертифікацію проводила міжнародна компанія «SGS», що спеціалізується на тестуванні, перевірці та сертифікації. Система FSSC 22000 охоплює контроль усього ланцюга створення продукту, зокрема постачання сировини і таропакувальних матеріалів, дотримання санітарних стандартів на виробництві, контроль для запобігання біозагрозам чи забрудненням.

## Соціальна відповідальність
Компанія реалізувала кілька проєктів зі Всесвітнім фондом природи в Україні (WWF). 2017 року було висаджено 100 тис. дерев у трьох національних заповідниках Карпат.
З 2019 року фінансово підтримується проєкт «Врятуємо рись» і для привернення уваги до проблеми зникнення рисі (червонокнижного виду) в Україні в листопаді того ж року в Моршині було встановлено кількаметрову скульптуру рисі. Ціллю програми є збір даних про стан та чисельність рисі в Карпатах і на Поліссі, аналіз управління в місцях поширення, а також розробка національного плану дій зі збереження виду.
2020 рік — змінено дизайн пляшки для зменшення використання пластику на 15 %, замінено пластикову ручку вагою 8,4 г на стрічку вагою 1,3 г на пляшках 3 та 6 л.